# Greifenbachstauweiher
Der Greifenbachstauweiher (auch Dammteich oder Geyerscher Teich) liegt zwischen Geyer und Ehrenfriedersdorf im Erzgebirge (Sachsen) und wurde ursprünglich für den Bergbau angelegt. Der See wird heute zur Brauchwasserversorgung, zum Hochwasserschutz und zur Freizeiterholung genutzt, u. a. zum Baden, Tauchen und Bootfahren.

## Geschichte
Der Greifenbachstauweiher ist eine der ältesten Talsperren Deutschlands. Nachdem um 1380 zur Versorgung der Zinnbergwerke von Ehrenfriedersdorf mit Aufschlagwasser aus dem Greifenbach der Ehrenfriedersdorfer Röhrgraben angelegt worden war, wurde wahrscheinlich 1396 der Bach erstmals angestaut. 1404 wurde der Große Geyersche Teich oder Obere Geyersche Schutzteich erweitert, so dass er im 15. Jahrhundert ein Fassungsvermögen von 60.000 m³ Wasser erhielt. Unterhalb der alten Straße von Geyer nach Jahnsbach befanden sich am Greifenbach noch weitere Teiche, der Obere und der Untere Ratsteich, die noch teilweise erhalten sind.
Am Ufer des Greifenbachstauweihers befand sich zuerst eine Gifthütte, später eine Dynamitfabrik.
Nach der Dammerhöhung durch französische und sowjetische Kriegsgefangene in den Jahren von 1942 bis 1944 vergrößerte sich der Stauraum auf 534.000 m³. 1968 wurde der Stausee auf 634.000 m³ vergrößert und dient seitdem der Naherholung. Instandsetzungen des Dammes gab es 1948, 1976/77 sowie 2010 bis 2012.
Das Absperrbauwerk ist ein Erddamm. Das gestaute Gewässer ist das Rote Wasser, das den Stausee unter dem Namen Greifenbach verlässt.

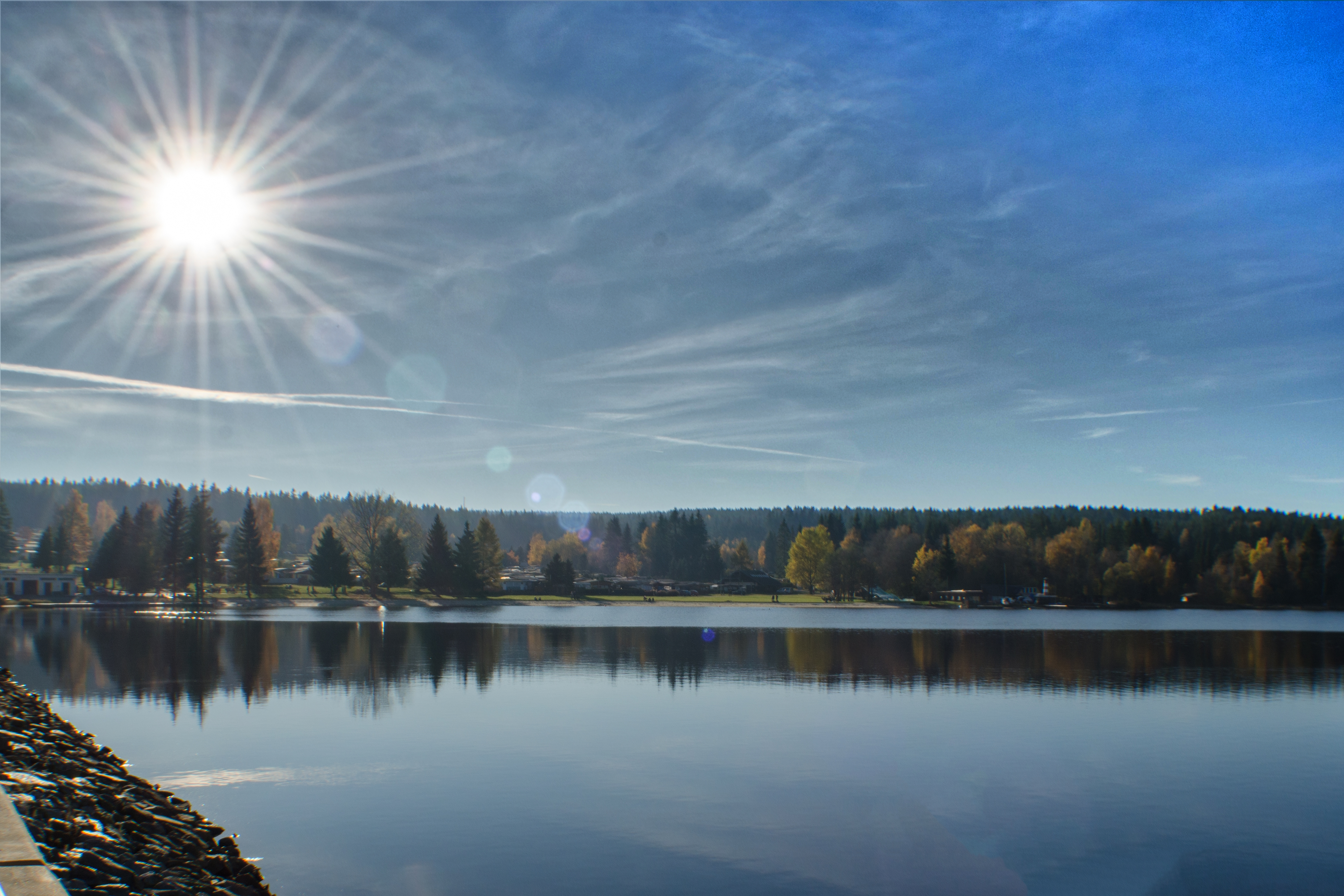
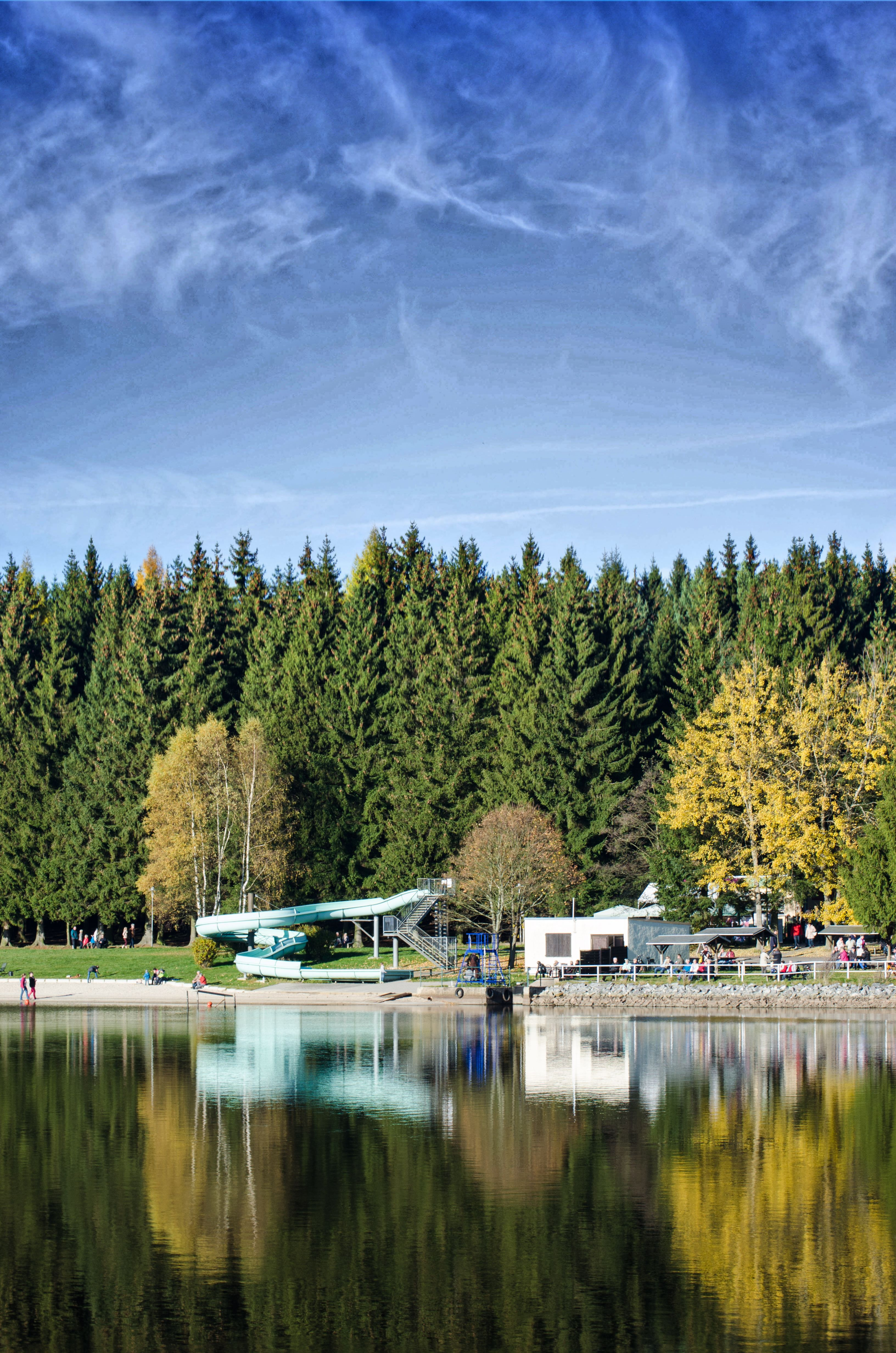
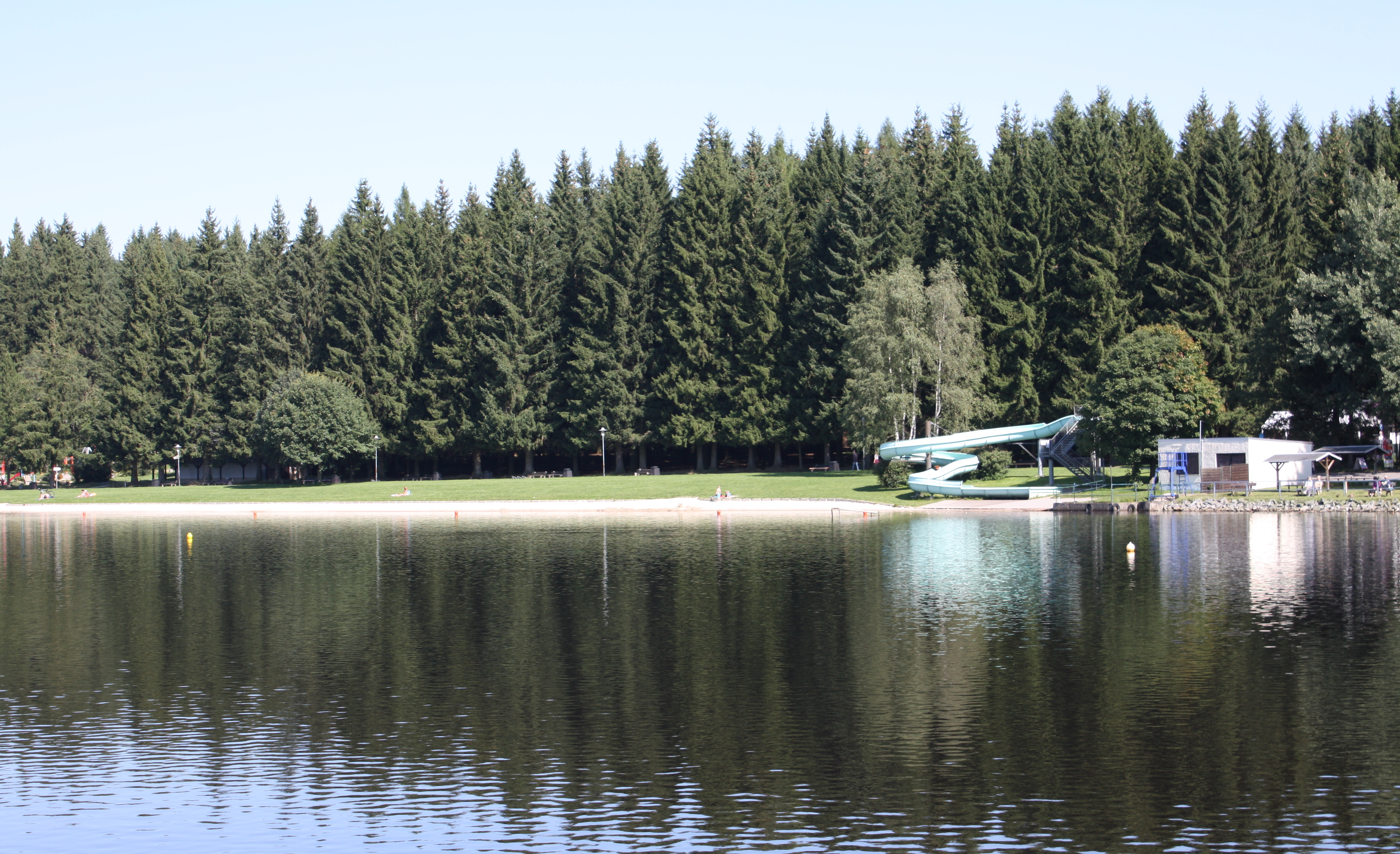
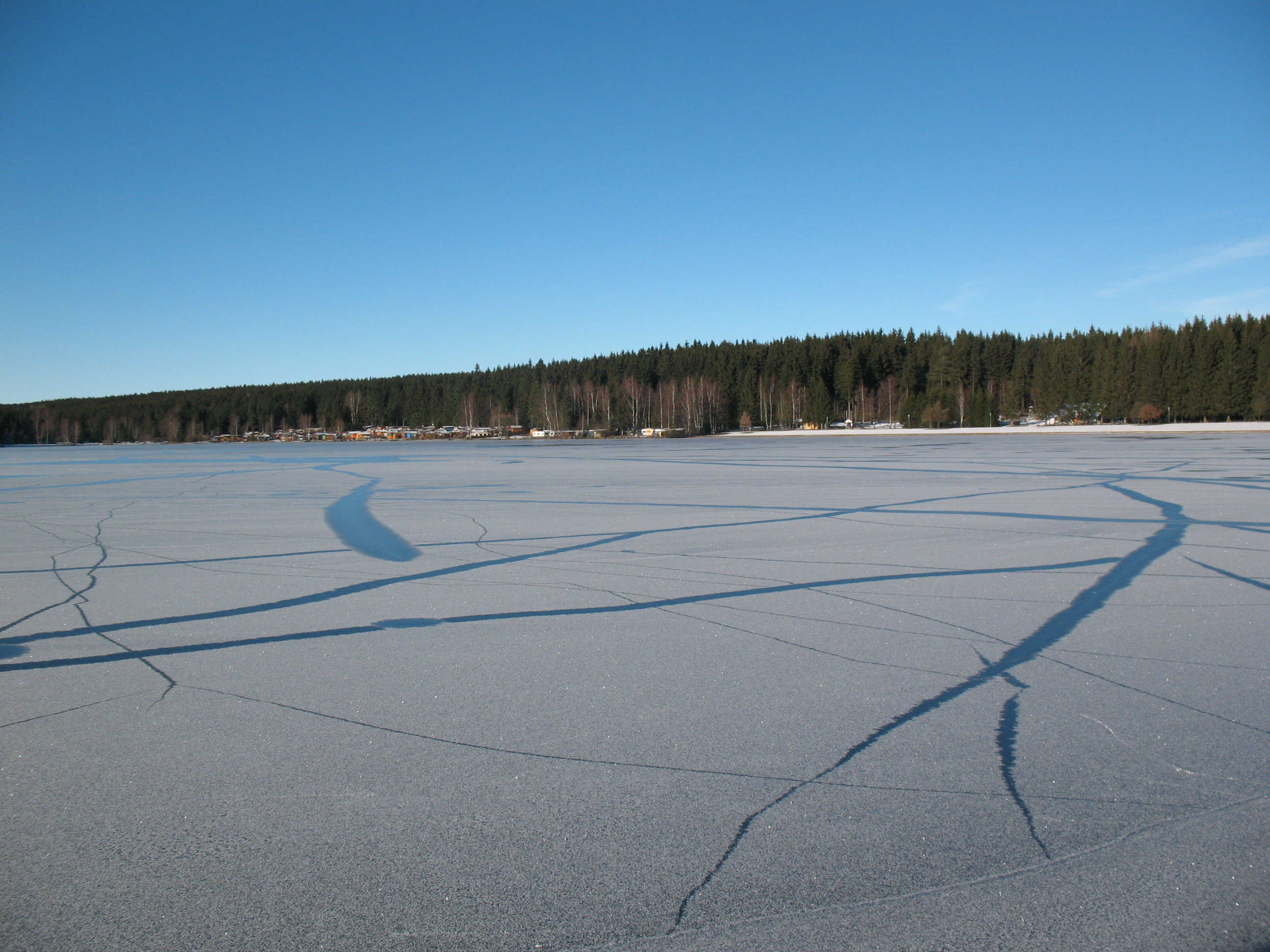
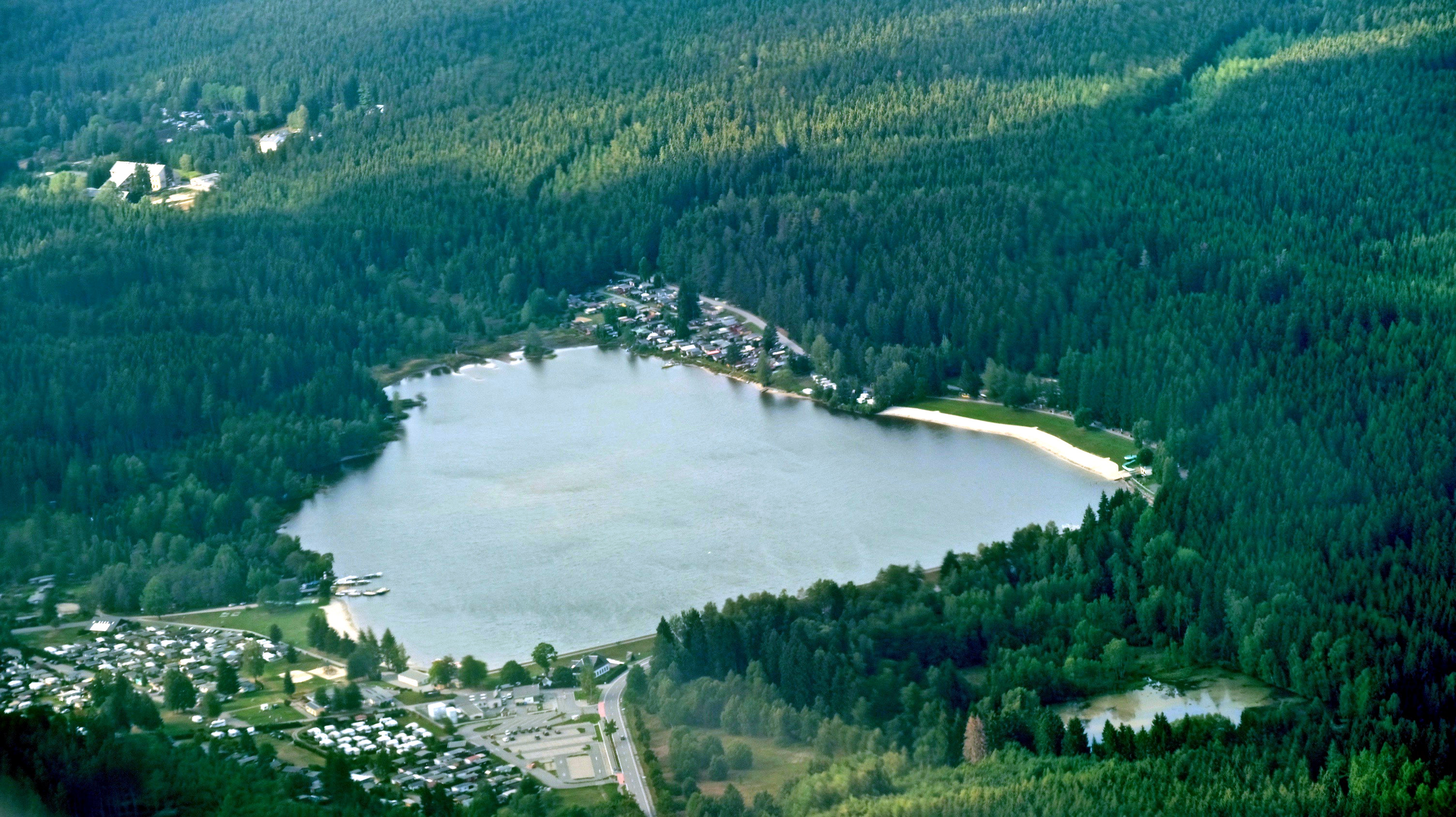
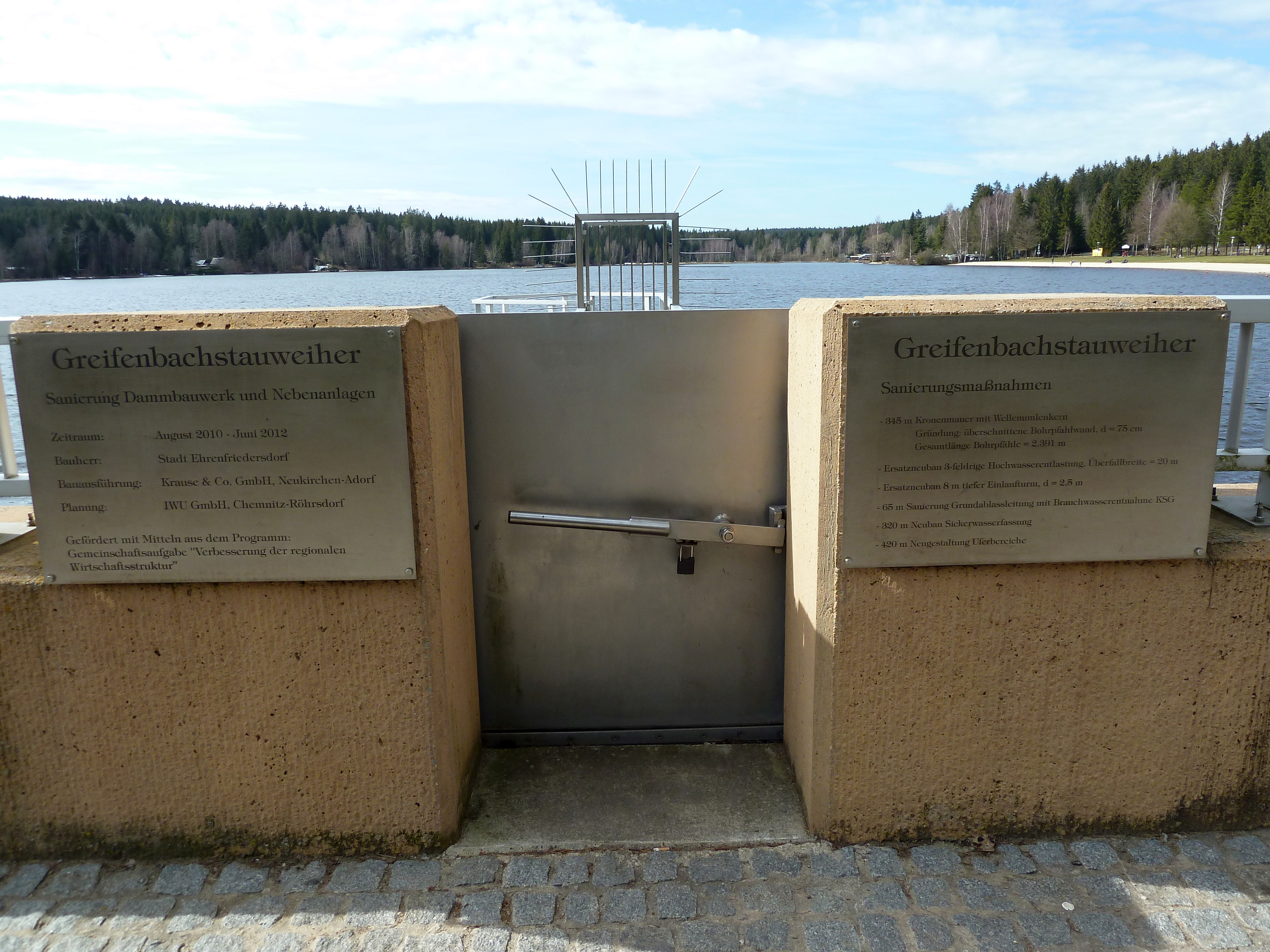